# وتمت أقواله (فلم)
وتمت أقواله فيلم دراما مصري أنتج عام 1992.

## قصة الفيلم
عاصم معيد في الجامعة ويتعثر خمس سنوات في الحصول على الدكتوراه حيث يعانى من اضطهاد الدكتور المشرف على رسالته ويعجز عن تدبير النفقات الباهظة لمراجعة تلك الرسالة ويضطر لإعطاء دروس خصوصية لاحد أبناء الجيران ولكن أسرة التلميذ عجزت عن تدبير أجره أيضا ! تقترح زينب السكرتيرة التي تعمل على آلة كاتبة بإحدى المدارس نسخ رسالة الدكتوراه لعاصم مقابل أجر الدروس الخصوصية التي يعطيها لشقيقها الصغير، ويتولد الحب سريعا بينهما ليتزوجا، لكنهما يعيشا في ظروف مادية قاسية. يتم فصل عاصم من الجامعة لتعثره في الحصول على الدكتوراه ويستغله صديق صحفى في كتابة مقالات له، لكنه يتهاون في تقديم حقه المالى ولا يجد سوى راقصة أفراح عجوز معتزلة تعاونه. وعندما يخرج سعيد ابن خالة عاصم ولص الشقق المحترف من السجن يكتشف عاصم أن سعيد الفاسد قد صار أغنى منه ولا يجد عاصم طريقا مشروعا للكسب خاصة بعد أن أصبحت زوجته حاملا فيقرر ان يسلك طريق سعيد في السرقة. يخطط عاصم مع سعيد لسرقة لوحة زهرة الخشخاش الشهيرة ويتفق عاصم على بيعها بعد سرقتها لمافيا دولية مقابل مبلغ كبير على أن يسلمها لهم في الخارج ويرسم الخطة لسعيد ليسرقها بمهارة ويهرب عاصم باللوحة خارج البلاديعلم عاصم في الغربة بتطورات مفاجأة فقد تم القبض على سعيد للاشتباه في سرقة اللوحة وأجهضت زوجته ومرضت جارته الراقصة العجوز مما يحتم عودته وتسليم نفسه للعدالة.

## وصلات خارجية
- مقالات تستعمل روابط فنية بلا صلة مع ويكي بيانات